# Madelyn Renée
Madelyn Renée Monti (geboren am 30. Dezember 1955 in Boston, Massachusetts) ist eine US-amerikanische Opernsängerin der Stimmlage Sopran, die in Mailand lebt.

## Leben und Werk
Madelyn Renée studierte an der Cornell University in Ithaca und an der Juilliard School in New York, wo sie mit einem Bachelor abschloss. Zu ihren Lehrern in New York zählten Eleanor Steber und Oren Brown sowie in einer Meisterklasse, die im Fernsehen übertragen wurde, Luciano Pavarotti. Der Startenor wurde ihr Lehrer, Mentor und Arbeitgeber, denn sie wurde auch Pavarottis Assistentin. An seiner Seite debütierte sie 1980 als Mimi in La Bohème an der San Diego Opera. Sie perfektionierte ihre Technik bei berühmten italienischen Gesangslehrern, bei Antonio Tonini und Roberto Benaglio, letzterer Korrepetitor der Callas und Chorleiter an der Scala, bei denen auch Pavarotti regelmäßig Stunden nahm. Ihr Naheverhältnis zu einem der größten Tenöre seiner Zeit verursachte, so die Sängerin im Interview, viel Neid und Tratsch und erhöhte den Druck auf sie, sängerisch zu brillieren. Mehr als 20 Jahre lang trat sie gemeinsam mit Pavarotti auf, an den großen Opernbühnen und im Madison Square Garden, zuletzt auf einer großen USA-Tournee im Winter 2002–03. Das Scheitern der Ehe von Pavarotti und dessen Frau Adua Veroni, Mutter seiner drei Töchter, im Jahr 2000 war jedoch nicht auf die diskrete Madelyn Renée zurückzuführen, sondern auf deren Nachfolgerin als Assistentin des Sängers, Nicoletta Mantovani, seine spätere Ehefrau. Madelyn Renée debütierte 1983 bei den Salzburger Festspielen – als Cretesi in Mozarts Idomeneo – und 1985 an der Wiener Staatsoper – als Siebel in Gounods Faust, in beiden Fällen ohne ihren Mentor. Sie sang an der Opéra Nationale und der Opéra Comique in Paris, an der Metropolitan Opera und an der New York City Opera, in San Francisco und Sydney, an der Oper Bonn und an der Deutschen Oper Berlin, der Budapester Oper, der Opéra de Monaco, am Grand Théâtre de Genève und an mehr als dreißig italienischen Opernhäusern, zuvörderst das Teatro alla Scala in Mailand und das Teatro dell’Opera di Roma, weiters Venedig, Parma, Turin, Triest, Bologna, Lucca, Genua, Verona, Bari, Palermo und viele mehr. Sie sang unter Leitung namhafter Dirigenten, darunter Daniel Barenboim, Luciano Berio, Richard Bonynge, Gianandrea Gavazzeni, Gustav Kuhn, James Levine, Alain Lombard, Lorin Maazel, John Mauceri, Evelino Pidò und Sir Georg Solti. 1986 sprang sie in der Hollywood Bowl für die erkrankte Joan Sutherland ein und gastierte – nunmehr nicht als Mimi, Rodolfos Geliebter, sondern als Musetta, Marcellos Geliebter – in Beijing. Diese Produktion wurde auch verfilmt. 1996 debütierte sie in San Gimignano als Tosca, einer Rolle, die ihr nicht zugemutet worden war und die sie als die wichtigste ihrer Laufbahn ansieht, ihr Tenorpartner war Mario Malagnini. Pavarotti sah und hörte ihre Interpretation von Vissi d'arte, vissi d'amore im italienischen Fernsehen und gratulierte telefonisch. Madelyn Renée war und ist auch als Konzertsängerin tätig, mit einem weitgespannten Repertoire vom Barock bis Broadway und Schönberg. Sie wurde vom Orchestra Sinfonica Nazionale della RAI eingeladen, vom Rossini Opera Festival Orchestra, dem Orchestra Verdi in Mailand und dem Hallé-Orchester in Manchester. In Francis Ford Coppolas Der Pate III war sie als Sängerin der Santuzza in Cavalleria rusticana besetzt. Im italienischen Fernsehen präsentierte und moderierte sie die wöchentliche Sendung Un tocco di Classica [Ein Hauch Klassik]. Sie gab Meisterklassen in der Guildhall School of Music and Drama, am National Opera Studio in London und in Cortina d’Ampezzo.
Die Sängerin ist mit Alberto Saravalle, einem italienischen Rechtsanwalt, verheiratet. Das Paar lebt in der Via Mascagni in Mailand. Sie hat einen Sohn aus einer früheren Ehe, der ebenfalls Musiker wurde.

## Rollen (Auswahl)
Uraufführung
- 1999 Marco Tutino: Dylan Dog, Teatro Filarmonico di Verona – Gesangssolo

Repertoire
| Bizet: - Micaëla in Carmen Britten: - Helena in A Midsummer Night's Dream Cilea: - Titelpartie in Adriana Lecouvreur Donizetti: - Adina in L’elisir d’amore Gounod: - Siebel in Faust Lehár: - Hanna Glawari und Valencienne in der Lustigen Witwe Leoncavallo: - Nedda in Pagliacci Mascagni: - Santuzza in Cavalleria rusticana - Atte in Nerone Mozart: - Titelpartie in Zaide - Cretesi in Idomeneo - Contessa d'Almaviva in Le nozze di Figaro - Zerlina und Donna Elvira im Don Giovanni - Despina in Così fan tutte |  | Offenbach: - Titelpartie in La Belle Hélène - Titelpartie in La Périchole - Giulietta in Les contes d’Hoffmann Puccini: - Titelpartie in Manon Lescaut - Mimi und Musetta in La bohème - Titelpartie in Tosca Johann Strauss: - Rosalinde in der Fledermaus Verdi: - Violetta in La traviata - Amelia Grimaldi im Simone Boccanegra - Amelia in Un ballo in maschera - Sacerdotessa in Aida - Desdemona in Otello - Alice Ford im Falstaff Weill: - Rose Maurrant in Street Scene |

## Disko- und Videographie
Filme und TV-Produktionen:
- 1982: Offenbach: La Périchole – in der Titelpartie
- 1986: Puccini: La Bohème, mit Luciano Pavarotti (Rodolfo), Fiamma Izzo d’Amico (Mimi), Roberto Servile (Marcelo), Jeffrey Mattsey (Schaunard), Francesco Ellero d'Artegna (Colline), Roberto Scaltriti (Benoît), Guido Pasella (Alcindoro); Dirigent: Leone Magiera – als Musetta
- 1990: Francis Ford Coppola: Der Pate III (ohne Credits) – als Santuzza in der Cavalleria rusticana
- 2001: Mascagni: Nerone – als Atte

Weiters bestehen zahlreiche Mitschnitte und Studioaufnahmen mit Luciano Pavarotti, aber auch mit anderen Tenorpartnern, beispielsweise Jacopo Jacopetti. Ein Soloalbum ist Francis Poulenc gewidmet, seinen Sanglots (Banalités), ein Cross-Over-Projekt – Some Like It Lyric – der Schnittmenge Oper und Jazz.